# Ternuvatîi Kut, Krîvîi Rih
Ternuvatîi Kut (în ucraineană Тернуватий Кут) este un sat în orașul regional Krîvîi Rih din regiunea Dnipropetrovsk, Ucraina.

## Demografie
Componența lingvistică a localității Ternuvatîi Kut
     Ucraineană (89,29%)
     Rusă (10,71%)
Conform recensământului din 2001, majoritatea populației localității Ternuvatîi Kut era vorbitoare de ucraineană (89,29%), existând în minoritate și vorbitori de rusă (10,71%).